# Baseball na Letnich Igrzyskach Olimpijskich 1992
Wyniki turnieju baseballu na Letnich IO 1992 w Barcelonie, w turnieju startowało 8 państw:

## Rezultaty końcowe
- 1. Kuba
- 2.  Chińskie Tajpej
- 3.  Japonia
- 4.  Stany Zjednoczone
- 5.  Portoryko
- 6.  Dominikana
- 7.  Włochy
- 8.  Hiszpania

## Tabela medalowa
| Lp. | Państwo         | Medal |
| --- | --------------- | ----- |
| 1   | Kuba            |       |
| 2   | Chińskie Tajpej |       |
| 3   | Japonia         |       |